# Opuntia jamaicensis
Opuntia jamaicensis ist eine Pflanzenart in der Gattung der Opuntien (Opuntia) aus der Familie der Kakteengewächse (Cactaceae). Das Artepitheton jamaicensis verweist auf das Vorkommen der Art in Jamaika.

## Beschreibung
Opuntia jamaicensis wächst strauchig mit mehreren aufsteigenden Zweigen und erreicht Wuchshöhen von bis zu 1 Meter. Es wird ein kurzer Stamm ausgebildet. Die trübgrünen, dünnen, leicht abfallenden, verkehrt eiförmigen, zu ihrer Basis hin verjüngten Triebabschnitte sind 7 bis 13 Zentimeter lang und 5 bis 7,5 Zentimeter breit. Die Areolen stehen bis zu 2,5 Zentimeter voneinander entfernt. Die zwei (selten ein bis fünf) nadeligen, ungleichen Dornen sind weißlich und bis zu 2,5 Zentimeter lang.
Die hell schwefelgelben Blüten besitzen einen rötlichen Mittelstreifen und erreichen einen Durchmesser von bis zu 4 Zentimeter. Die birnenförmigen, roten Früchte sind 3,5 bis 4 Zentimeter lang.

## Verbreitung, Systematik und Gefährdung
Opuntia jamaicensis ist auf Jamaika verbreitet.
Die Erstbeschreibung erfolgte 1911 durch Nathaniel Lord Britton und William H. Harris.
In der Roten Liste gefährdeter Arten der IUCN wird die Art als „Data Deficient (DD)“, d. h. mit keinen ausreichenden Daten geführt. Die zukünftige Entwicklung der Populationen ist unbekannt.

## Nachweise